# Кочеткова, Татьяна Аркадьевна
Татьяна Аркадьевна Кочеткова — советский хозяйственный деятель, Герой Социалистического Труда.

## Биография
Родилась в 1925 году в селе Трофимовка. Член КПСС.
В 1942-1980 годах - монтажница завода номер 205 имени Хрущёва Саратовского (затем Приволжского) совнархоза / Саратовского машиностроительного завода / производственного объединения "Корпус" Министерства общего машиностроения СССР.
Указом Президиума Верховного Совета СССР от 7 марта 1960 года присвоено звание Героя Социалистического Труда с вручением ордена Ленина и золотой медали «Серп и Молот».
Делегат XXII съезда КПСС. 
Жила в Саратове. 

## Награды и звания
- Герой Социалистического Труда (07.03.1960)
- Орден Ленина (07.03.1960)